# スリングスビー T67 ファイアフライ
T67 ファイアフライ
T67M-260
- 用途：練習機
- 製造者：アビオン・フルニエ→スリングスビー・アビエーション（英語版）
- 初飛行：1974年3月12日
- 生産数：267機
- 運用状況：現役

スリングスビー T67 ファイアフライ（Slingsby T67 Firefly）は、イギリスのスリングスビー・アビエーションで製造された軍民両用の練習機。曲技飛行機としても使用可能。

## 概要
元はフランスのアビオン・フルニエ社が開発・製造していたスポーツ機RF-6Bを、スリングスビーが1981年に製造権を取得してT67の名称で販売した。機体はサイドバイサイド複座で、主脚は固定式。初期型のT67Aは木製構造だったが、T67B以降は複合材構造に変更している。軍用型T67Mはより強力なエンジンを搭載した本格的な曲技飛行練習機で、イギリス軍などで初等練習機として採用された。
アメリカ空軍も1992年にT-41に代わるEPS（飛行適正選抜）機としてT-3 ファイアフライの名称で113機を採用し、1994年より任務につけた。しかし1995年2月22日にスピン回復訓練に失敗して墜落、訓練生と教官が死亡する事故が発生。その後も1996年と1997年に失速やスピンによる墜落・死亡事故が立て続けに発生したため、1999年にT-3は永久飛行停止となり、2006年までに全て解体されている。T67は失速特性が通常の軽飛行機と異なり、スピンからの回復操作もシンプルながら特殊であったにもかかわらず、アメリカ空軍はそれを認識せずT-41と同じように運用していたことが事故の大きな原因であった（アメリカ以外でも、同じくスピンに起因する事故が現在に至るまでたびたび起きている）。また、最初の事故が発生した時点でT67はスピンに起因する事故を4回起こしていたにもかかわらず、スリングスビーはアメリカ空軍にスピンに関する事故はなかったと報告していたことも問題視された。アメリカ空軍はT-3が使用できなくなった穴埋めとして、民間に適性検査を委託するようになり、その後空軍士官学校でもT-41と同じ通常の軽飛行機を転用している。
T67は2000年末までに267機が生産されたが、1997年に主生産は終了し、以降は少数の在庫品のみを販売していた。スリングスビーも2010年にマーシャル・エアロスペース社に買収されている。

## 採用国（軍用）
バーレーン
 ベリーズ
2024年時点で、ベリーズ国防軍が1機のT-67M-200を保有。
 カナダ
カナダ空軍がCT-111 ファイアフライの名称で採用。現在は退役済み。
 イギリス
民間が運営するJEFTS（統合初等飛行訓練学校）にて使用。現在は退役済み。
 ヨルダン
 オランダ
 アメリカ合衆国

## スペック（T-3）
出典：
- 乗員：2名
- 全幅：10.59m
- 全長：7.57m
- 全高：2.36m
- 翼面積：12.63m2
- 空虚重量：794kg
- 最大離陸重量：1,157kg
- エンジン：ライカミング AEHO-540-D4H5 水平6気筒ピストンエンジン（260馬力）×1
- 最大速度：281km/h
- 巡行速度：259km/h（出力75%）
- 海面上昇率：480m/min
- 航続距離：753km